# Orcininae
Orcininae è una sottofamiglia di cetacei della famiglia Delphinidae che comprende 5 generi: Feresa, Orcaella, Orcinus, Peponocephala e Pseudorca. In alcuni studi, Feresa e Peponocephala sono inseriti nella sottofamiglia Globicephalinae.

## Descrizione
Le dimensioni variano tra i 2,60 m (gen. Orcaella, Feresa, Peponocephala), 6,10 m (Pseudorca) e i 9,60 m (Orcinus).

## Tassonomia
La sottofamiglia contiene i seguenti generi:
- Arimidelphis †
  - Arimidelphis sorbinii †
- Feresa
  - Feresa attenuata
- Grampus
  - Grampus griseus
- Hemisyntrachelus †
  - Hemisyntrachelus cortesii
  - Hemisyntrachelus pisanus
- Orcaella
  - Orcaella brevirostris
  - Orcaella heinsohni
- Orcinus
  - Orcinus citoniensis †
  - Orcinus meyeri †
  - Orcinus orca
  - Orcinus paleorca †
- Peponocephala
  - Peponocephala electra
- Platalearostrum †
  - Platalearostrum hoekmani †
- Pseudorca
  - Pseudorca crassidens
  - Pseudorca yokoyamai †